# Иерапетра
Иера́петра (греч. Ιεράπετρα) — самый южный город Греции и крупнейший торговый, финансовый и промышленный центр нома Ласити на Крите. Также крупнейший город и административный центр общины (дима) Иерапетра в периферийной единице Ласитион в периферии Крит. Население 12 355 жителей по переписи 2011 года. Расположен на южном побережье Крита, на берегу Ливийского моря. История города насчитывает несколько столетий. Сегодня Иерапетра — центр экспорта сельскохозяйственной продукции в страны Европы.

## История

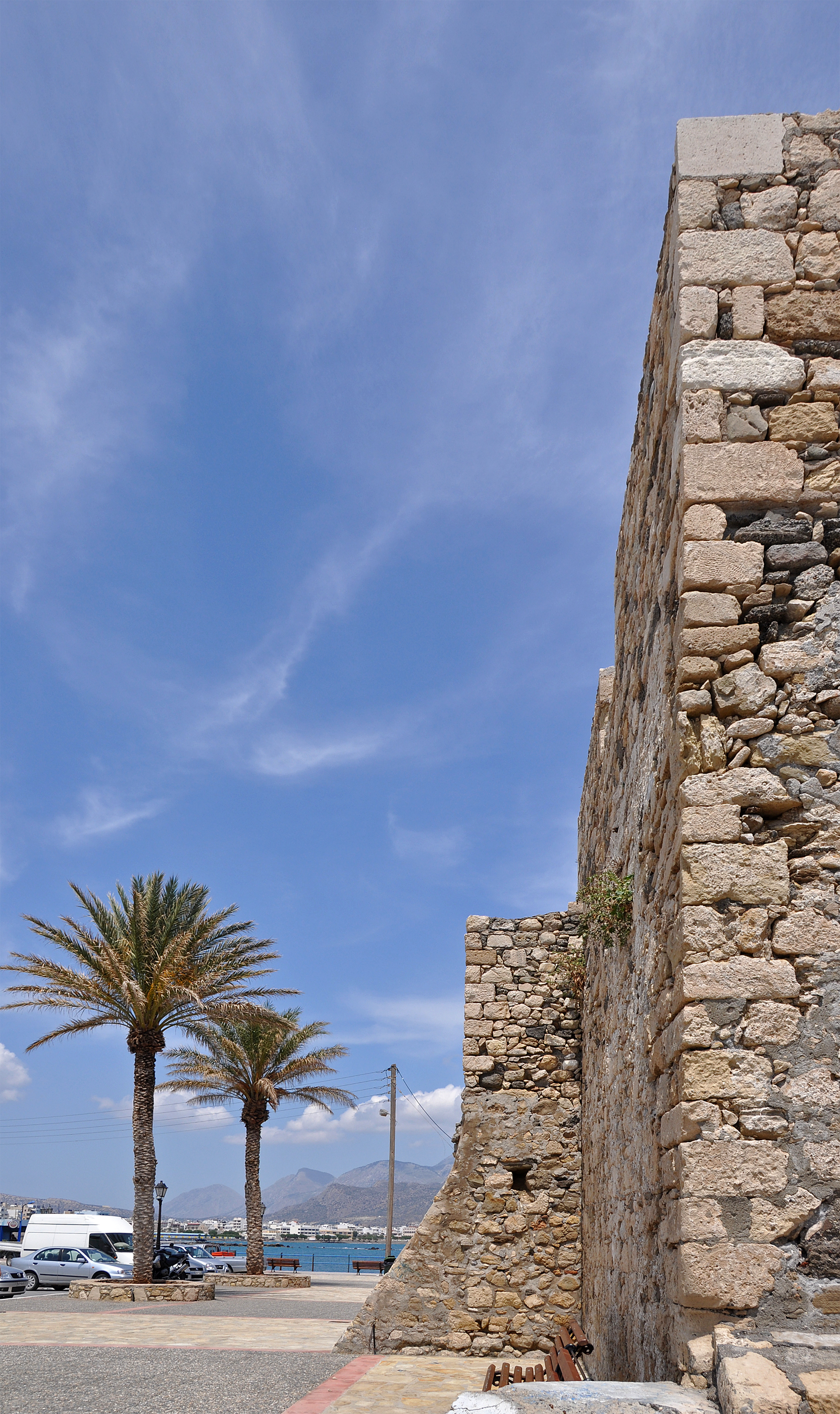
Иерапетра

Иерапетра (на критском диалекте — Гирапетро) протянулась вдоль пляжа Иерапетра-Бей. Является четвёртым крупнейшим городом Крита. Самый южный город Греции. Имеет прозвище — «невеста Ливийского моря», из-за своего географического положения.

### Ранний период
Город ведёт свою историю с минойского периода. Уже тогда, в минойский период и позднее в римский период, на этом месте был город — Иерапитна (Ιεράπυτνα). Завоевана римлянами Иерапетра была примерно одновременно с Кноссом и другими крупными городами Крита. И сегодня на небольшой глубине у побережья можно обнаружить остатки римского порта. В 824 году город разрушили арабы, и восстановлен он был лишь как база для пиратов.

### Венецианский период
В период венецианского господства город приобрёл своё настоящее имя и стал преуспевающим поселением. В 1626 году венецианцами была построена небольшая крепость Кулес (Kastell Koúles) для защиты от пиратов. По одной из версий, в июле 1798 года Наполеон останавливался у одной из семей Иерапетры на пути своей поездки в Египет. Дом, в котором он жил, сохранился. Во времена мусульманского ига в городе была построена мечеть. Находки, сделанные в окрестностях Иерапетры, можно увидеть в местном археологическом музее, который расположен в бывшей турецкой школе. Центральный экспонат выставки — хорошо сохранившаяся статуя Персефоны.

### Современная эра
Современная Иерапетра состроит из двух частей: Пано-Мера и Като-Мера.
- Като-Мера — это старый город, лежащий на юге города. Он характеризуется узкими улочками и маленькими домиками в стиле былых эпох. Старая мечеть и «дом Наполеона» находятся в этом районе, а также церковь Айос-Георгиос, построенная в 1856 году. Она считается одной из самых интересных церквей Крита, так как все купола церкви выполнены из дерева (в основном из кедра).
- Пано-Мера это относительно новый район города, с домами в три, четыре этажа. Он по прежнему расширяется во все направления.

## Геология

### Побережья

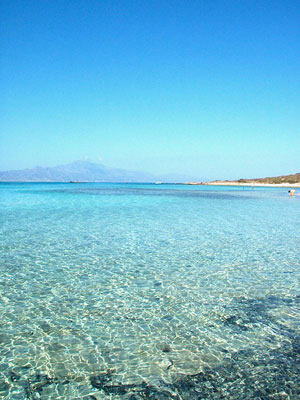
Остров Хриси

Иерапетра располагает чистейшими и красивейшими побережьями на Крите, что отмечено дипломом от EUCC, располагающимся в Нидерландах. Таким образом регион Иерапетра находится в международном каталоге «50 красивейших мест Южной Европы».
- Хриси
- Ανατολική Παραλία
- Южное побережье
- Агиос Андреас
- Большое побережье
- Ливади (в Ферма)
- Куцурас
- Айия-Фотья
- Каккос
- Галини, Ахлия
- Маврос-Колимбос
- Макри-Ялос
- Каламаки
- Толос (в Кавуси)
- Пахи-Аммос
- Миртос
- Аммударес

### Ущелья

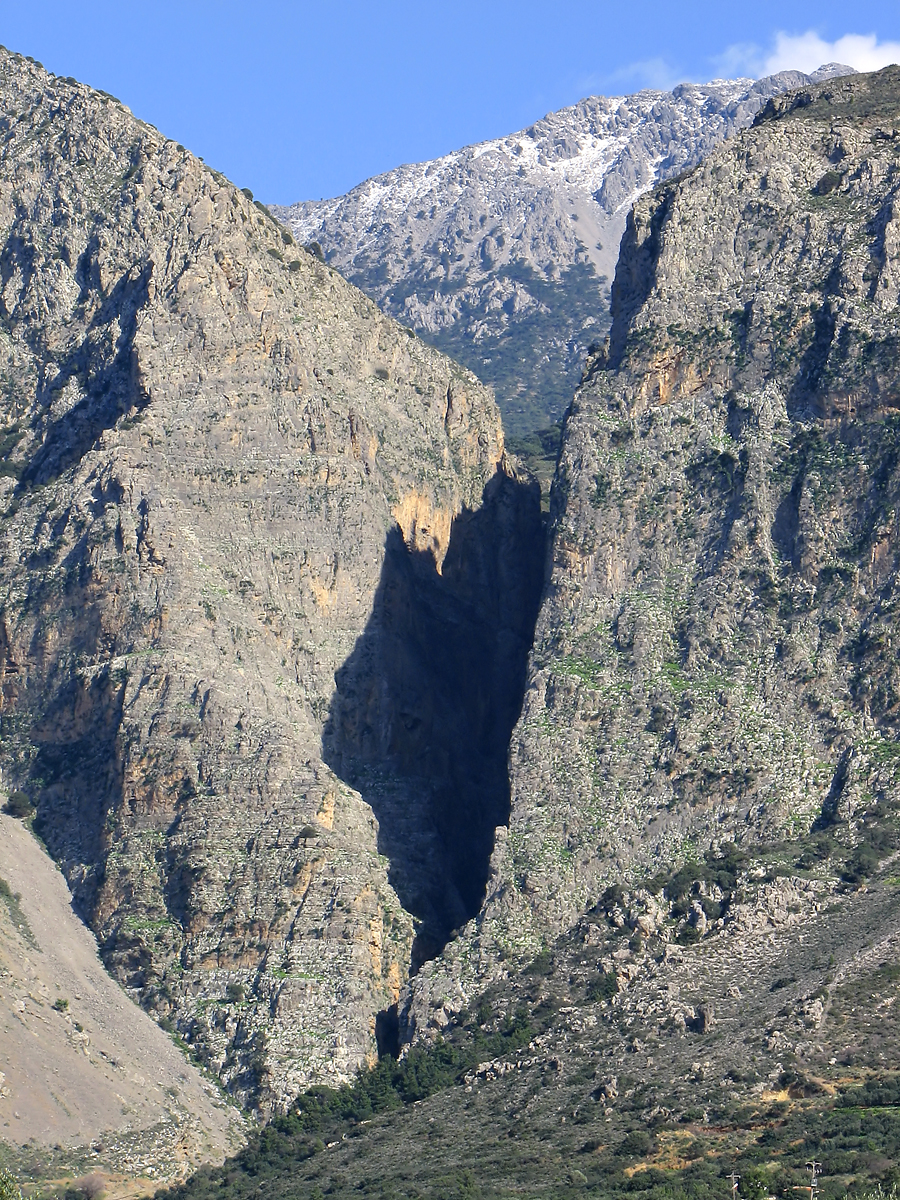
Ущелье Ха

На территории Иерапетры, а также в её окрестностях находятся живописные ущелья. Большинство из них легкодоступны, за исключением ущелья Ха, для посещения которого требуется специальное оборудование.
- Ущелье красных бабочек
- Ущелье Милона
- Ущелье Ха
- Ущелье Саракина
- Ущелье Месона
- Ущелье Хавга

## Другое
Крупнейшие географические объекты дима Иерапетры:
- Брамиана — дамба и искусственное озеро, созданное для снабжения водой теплиц в засушливое время года. Это крупнейшее озеро Крита — место обитания многих животных.
- гора Дикти
- гора Фриптис
- лес Селакано

## Экономика
Основными отраслями экономики муниципалитета Иерапетры является сельское хозяйство в зимнее время и туризм в летнее время. Сельскохозяйственное производство включает в себя основные отрасли:
- выращивание оливок и их переработка в оливковое масло;
- выращивание овощей и фруктов.

Последние выращиваются в основном в теплицах, расположенных на площади около 13 квадратных километров между Иерапетрой и Неа-Миртосом. Именно благодаря тепличному производству община Иерапетра является одним из самых богатых на Крите.
Занятость населения по секторам экономики:
- сельское хозяйство — 49 %
- промышленность — 14 %
- сфера услуг — 37 %

## План застройки и архитектура

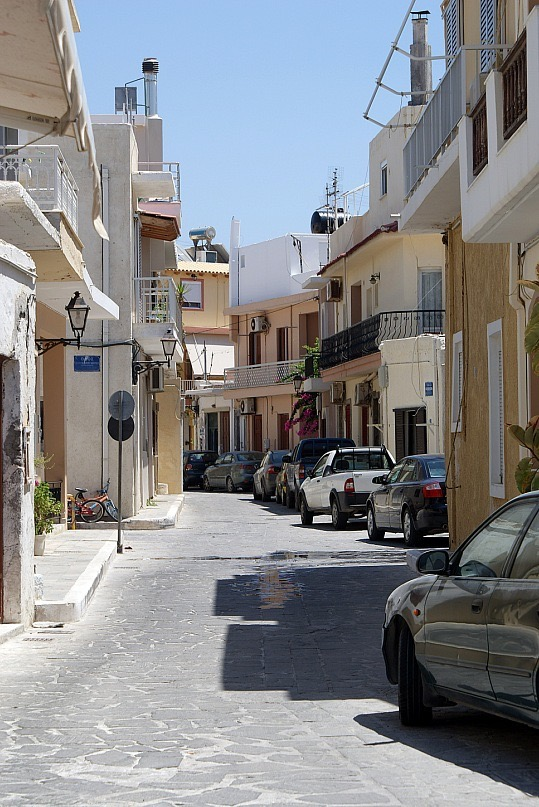
Иерапетра. Улица

Главная торговая улица Иерапетры — Кундуриоту. В центре расположены ратуша, музей и два кинотеатра. Также здесь расположена клиника города. На западе расположен порт для рыболовецких судов. На востоке расположены пляжи с барами, а также пристань для паромов, отправляющихся на остров Хриси. Дальше идёт главный бульвар с гостиницами, кафе, сувенирными лавками и бутиками.
Местная власть ведёт разработку плана по строительству нового международного порта, но некоторые граждане выступают против этого, так как думают, что это приведет к нарушению экологии. Против этого выступает и Ecocrete.gr — экологическая организация на Крите.

## Общинное сообщество Иерапетра
В общинное сообщество Иерапетра входят 10 населённых пунктов, монастырь Фанеромени и остров Хриси. Население 16 139 жителей по переписи 2011 года. Площадь 69,903 квадратных километров.
| Населённый пункт      | Население (2011), человек |
| --------------------- | ------------------------- |
| Аиязменос             | 20                        |
| Айос-Еорьос           | 24                        |
| Вайнья                | 609                       |
| Гра-Лиия              | 1528                      |
| Монастрырь Фанеромени | 2                         |
| Иерапетра             | 12 355                    |
| Камбос                | 81                        |
| Кендрион              | 1021                      |
| Кефала                | 21                        |
| Потами                | 405                       |
| Ставрос               | 71                        |
| Хриси (остров)        | 2                         |

## Население
| Год  | Население, человек |
| ---- | ------------------ |
| 1991 | 9884               |
| 2001 | 11 877             |
| 2011 | ↗ 12 355           |